# Loin vers l'est
Pour plus de détails, voir Fiche technique et Distribution.
Loin vers l'est (Where East is East) est un film muet sonore américain réalisé par Tod Browning, sorti en 1929.

## Synopsis
Tiger Haynes chasse des fauves en Indochine pour le compte de cirques. Ce redoutable aventurier, couvert de cicatrices, devient un père attentionné au contact de sa fille Toyo, qu'il retrouve à Vientiane, sur la rive du fleuve Mékong. Celle-ci lui présente Bobby Bailey, fils d'un propriétaire de cirque, dont elle est éprise. D'abord méfiant, Haynes « adopte » le jeune homme. Ils s'embarquent ensemble sur un bateau, où Bobby fait la connaissance de Mme de Silva qui le séduit. Or, cette dernière est l'ex-femme de Haynes et la mère de Toyo.

## Fiche technique
- Titre : Loin vers l'est
- Titre original : Where East is East
- Scénario : Richard Schayer et Waldemar Young, d'après une histoire de Tod Browning et Harry Sinclair Drago
- Société de distribution : Metro-Goldwyn-Mayer
- Photographie : Henry Sharp
- Directeur artistique : Cedric Gibbons
- Costumes : David Cox
- Montage : Harry Reynolds
- Musique : William Axt
- Producteurs (non crédités) : Irving Thalberg et Hunt Stromberg
- Genre : Mélodrame
- Pays de production :  États-Unis
- Format : noir et blanc - 1,33:1 - son : Mono (musique et effets sonores) ; Silent (Western Electric System)
- Durée : 65 min
- Dates de sortie :
  - États-Unis : 4 mai 1929
  - France : 17 octobre 1930

## Distribution
- Lon Chaney : Tiger Haynes
- Lupe Vélez : Toyo
- Estelle Taylor : Mme de Silva
- Lloyd Hughes : Bobby Bailey
- Louis Stern : le père Angelo
- Mrs. Wong Wing : Ming

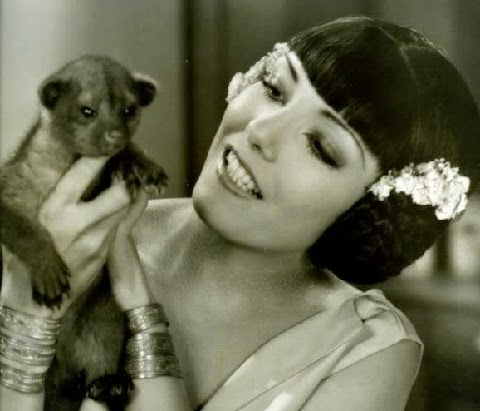
Lupe Vélez dans East Is West (1930).

Et, parmi les acteurs non crédités :
- Willie Fung : un serviteur
- Duke Kahanamoku, Chris-Pin Martin : chasseurs indigènes

## Commentaire
- Lon Chaney est, comme toujours, étonnant dans ce rôle de composition tel que les affectionne Tod Browning, qui dirigera l'acteur à plusieurs reprises.
- À noter : la présence, dans un petit rôle non crédité, de Duke Kahanamoku qui fut un sportif accompli (nageur et surfeur) et fit quelques apparitions au cinéma (à l'instar, mais dans une moindre mesure, de Johnny Weissmuller qui fut marié un temps avec l'une des actrices de Loin vers l'est, Lupe Vélez).